# Французское завоевание Западного Судана
Французское завоевание Судана (фр. Campagne du Soudan) — военные операции французских войск по покорению территорий, вскоре вошедших в состав Французского Судана.

## Предыстория
Территория Французского Судана (ныне Мали) ведёт своё политическое происхождение от желания французов в XVII веке добраться до Тимбукту. Первым, кто распространил французское влияние на Нигер, был генерал Федерб. Будучи губернатором Сенегала, он подготовил почву для работы, которую впоследствии, с 1880 по 1895 год, проводили Бриер де Л’Исль, Борньи-Десборде и Галлиени.
В 1876 году, подхватив план Федерба, полковник Бриер де Л’Исль задумал создать железную дорогу между реками Нигер и Сенегалом, а также с городом Сен-Луи.

## Кампания

### Миссия Галлиени
Галлиени покинул Сен-Луи в январе 1880 года и вернулся в марте 1881 года. Пройдя через Медин, Бафулабе, подписав договор с вождём Киты, на которого напали люди из Бамбары, он достиг Нигера у Бамако и направился в Сегу. Находясь в течение десяти месяцев в плену у Ахмаду Тола, он все же сумел подписать с ним торговый договор.

### Миссия Борньи-Деборда
Из-за того, что Сенегал становится несудоходным, подполковнику Борньи-Деборду было поручено построить порты между Медином и Бамако. В 1881 году он построил форт в Ките, затем вступил в бой с Самори, после чего взял Мургулу, столицу тукулёра, и 7 февраля 1883 года заложил первый камень в основание форта Бамако.
В апреле того же года, подвергшись нападению брата Самори, Фабу, он сразился с ним на реке Ойяко и разгромил его лагерь.
Миссия Фрея
В апреле 1885 года комендант крепости Ниагассала освободил форт Нафадье, который был осаждён армией Самори.
Когда Ниагассола была захвачена Самори, подполковник Фрей соединился с полком под командованием офицера Комбе у Гале, на полпути между Ниагассолой и Кайе, и 15 января 1896 года заставили Самори бежать с левого берега Нигера, после чего он запросил мира, и договор был подписан в Кениэба-Куре.
4 апреля 1886 года вождь сонинке Махмаду Ламин безуспешно атаковал форт в Бакеле. Преследуемый Комбе и Фреем, он бежал в английскую Гамбию.
В октябре 1886 года Махмаду Ламин атаковал Бунду. Галлиени с двумя колоннами направился к Диане, штабу Махмаду Ламина, однако ему удалось бежать
Чтобы противостоять Самори, возобновившему боевые действия, в Сигуири был построен форт, который успешно оборонялся от нападений, а в марте 1887 года в Биссандугу был подписан новый мирный договор.